# Amphiute
Amphiute é um gênero de esponja marinha da família Grantiidae.

## Espécies
- A. lepadiformis (Borojevic, 1967)
- A. paulini (Hanitsch, 1894)